# Agathange Ier de Constantinople
Pour les articles homonymes, voir Agathange (homonymie).
Agathange Ier de Constantinople (en grec : Αγαθάγγελος) fut patriarche de Constantinople du 26 septembre 1826 au 5 juillet 1830.

## Biographie
Né près d'Edirne, il fut moine au monastère d'Iveron. Vers 1800 il devint prêtre de la communauté grecque de Moscou. À partir de 1815, il fut évêque de Belgrade, puis de Chalcédoine de 1825 à son élection au trône patriarcal.
Il mourut en 1831.